# Одзу (Ехіме)

О́дзу (яп. 大洲市, おおずし, МФА: [oːd͡zu ɕi̥]?) — місто в Японії, в префектурі Ехіме. Розташоване в західній частині префектури, на узбережжі Внутрішнього Японського моря.   Виникло на основі призамкового містечка роду Като. Отримало статус міста 1954 року. Площа становить 432,20 км². Станом на 1 липня 2012 року населення складало 46 076  осіб, густота населення — 107 осіб/км².  Основою економіки є виробництво пульпи, лісообробна промисловість та виготовлення електротоварів. Традиційні ремесла — виготовлення ниток та японського паперу для письма формату 24 х 35..  Одзу інколи називають «малим Кіото провінції Ійо»..

## Історія
Засноване 1 вересня 1954 року шляхом злиття таких населених пунктів:
- містечка Одзу повіту Кіта (喜多郡大洲町)
- села Хірано (平野村)
- села Авадзу (粟津村)
- села Мійоші (三善村)
- села Камі-Суґай (上須戒村)
- села Мінамі-Куме (南久米村)
- села Суґета (菅田村)
- села Ніїя (新谷村)
- села Янаґісава (柳沢村)
- села Окава (大川村)